# 아마야 소이치로
아마야 소이치로(일본어: 天谷 宗一郎, 1983년 11월 8일 ~ )는 일본의 프로 야구 선수이며, 전 센트럴 리그인 히로시마 도요 카프의 소속 선수(외야수)이다.

## 인물

### 프로 입단 전
후쿠이 현립 후쿠이 상업고등학교 시절 배팅 센스와 준족으로부터 ‘호쿠리쿠의 이치로’라고 불리고 있었다. 2학년 여름에 열린 현 대회에서는 결승전에서 승리하며 팀의 고시엔 대회의 출전을 이끌었다. 그러나 고시엔 대회에서는 7번·우익수로 출전했지만 팀은 첫 경기에서 패했고 당시 팀메이트는 1년 선배인 야마기시 미노루가 있었다.
3학년 봄에 열린 고시엔 대회에서는 3번 타자로서 출전해 1차전에서눈 1홈런 3안타와 1이닝 2도루의 맹활약을 보였다. 3학년 여름의 고시엔 대회에서도 출전해 통산 3차례 연속 출전을 했다. 50m 달리기를 6초대에 주파할 정도의 빠른 발과 선구안이 좋을 뿐만 아니라 날카로운 스윙의 인정을 받으면서 2001년 프로 야구 드래프트 회의에서는 히로시마 도요 카프로부터 9순위 지명을 받아 입단했다.

### 프로 입단 후

#### 2002년 ~ 2003년
프로 1년차인 이듬해 2002년에는 2군에서의 성적은 40타수 2안타와 저조한 타율(.050)을 기록했지만 2003년 시즌에서는 타격이 급속도로 향상해 2군에서의 1번 타자를 맡았다. 한때는 타율 4할대를 넘어 시즌 전반기는 2군에서의 타격 1위를 독주하고 있었다. 후반기가 되면서 서투른 바깥쪽의 변화구를 공격받아 타율이 급격히 떨어졌지만 최종적으로 2군에서의 성적은 타율 2할 6푼 6리, 6홈런, 27개의 도루를 기록하는 등 웨스턴 리그 도루왕 타이틀을 석권했다. 특히 사사구가 많아지면서 출루율은 3할 5푼을 넘었다.

#### 2004년
전년도의 오프로부터 대응하고 있었던 ‘한발타법’(一本足打法)을 안하게 되면서 원래의 시계추타법(すり足打法)으로 되돌리는 등 타격면에서의 시행 착오를 계속했다. 데뷔 후 처음으로 1군 캠프에 참가했지만 시범 경기에서의 1할 3푼 3리라는 타율로 뚜렷한 결과를 남길 수 없었다. 8월 20일에 데뷔 3년 만에 1군으로 승격했지만 2타수 무안타와 단 1개의 도루를 기록하지 못해 결국 8월 30일에 2군으로 떨어졌다. 1군 재승격 후인 10월 3일의 한신 타이거스전에서 프로 데뷔 처음으로 선발 멤버에 오르는 등 첫 번째 타석에서 1군 무대에서의 첫 안타를 날렸고, 적극적인 주루 플레이로 2루로 출루하는 주루 플레이를 하는 등 기대 이상의 성적을 남겼다.
웨스턴 리그에서는 개인 최고 타율인 2할 9푼 7리, 6홈런, 출루율 4할 1리, 그리고 2위와의 20개 차이를 낸 42개의 도루를 기록해 2년 연속 도루왕의 타이틀을 석권했다.

#### 2005년
그러나 2005년 오프에는 왼발 인대가 끊어지는 부상을 당해 시즌 개막은 2군에서 시작했다. 6월 14일 2군에서의 주니치 드래건스전에서는 2차례의 슬라이딩 했을 때 오른쪽 어깨의 탈구를 일으키면서 부상에 시달렸고, 최종적으로 2군 경기의 성적은 타율 2할 5푼 8리, 19개의 도루(도루 실패 13회)를 기록하는 것에만 그쳤다.

#### 2006년
이듬해 5월에는 1군에 승격했지만 약 1개월 동안 2군에서 머물렀고, 주로 대주자로서의 출루를 했지만 도루는 한 개도 없이 타격에서도 8타수 무안타를 기록하는 등 기대 이상의 성적을 남길 수 없었다. 한편으로 2군에서는 3할 6푼 6리라는 최고 출루율의 타이틀을 석권함과 동시에 통산 세 번째가 되는 도루왕(24개)을 차지했다. 빠른 발에 비해서 좀처럼 7할을 넘지 않았던 도루 성공률은 86%를 기록하며 개인 최고 성적을 남겨 도루의 기술도 향상했다. 그러나 2군에서의 타율이 2할 5푼 2리는 프로 1년차를 제외하고는 개인 최저 성적이며 단 한 개의 홈런도 없이 시즌을 마감했다.

#### 2007년
5월에는 일시적으로 1군에서의 주전 자리를 빼앗는 등 시련을 겪었지만, 견제구로 귀루할 때에 왼쪽 어깨를 다치면서 그 후 1군으로 복귀하는 일은 없었다.

#### 2008년
춘계 캠프에서 마티 브라운 감독으로부터 타격에 대한 재능을 극찬을 받아 3월 28일의 개막전(주니치 전)에서 1번·중견수로서 선발 멤버에 발탁되었다. 4월 5일의 요코하마 베이스타스전에서의 연장 10회에 상대 투수인 나스노 다쿠미로부터 본인으로서는 최초로 끝내기 안타를 때려내 4월 중순에는 타격 1위 자리에 서는 등 과제를 남겼던 타격이 크게 향상했다. 작년까지는 어설픈 수비 플레이가 눈에 띈 외야 수비도 본래의 넓은 수비 범위가 살리게 되면서 아카마쓰 마사토와 함께 철벽의 외야를 형성했다. 최종적으로 규정 타석에 못 미친 3타석에 닿지 않으면서 타율도 2할 6푼 3리로 떨어졌지만, 개인 최다인 135경기에 출전하는 등 비약적인 시즌을 보낼 수 있었다.

#### 2009년
4월 3일의 개막전에서 8번·우익수로 선발 출전하면서 4월에는 성적이 오르지 않았지만 5월 되면서 본래의 상태를 되찾아 4할대의 타율을 기록해 팀 타율이 2할대 전반으로 침체되는 가운데 3번 타자로서의 기염을 토하고 있었지만 5월 13일의 한신 타이거스전에서 부상을 당하는 등 팀내의 장기적인 전력 이탈을 피할 수 없게 되었다. 그러나 경이적인 페이스를 끌어올리면서 49일 후에는 웨스턴 리그에서의 실전 복귀를 7월 15일의 요코하마 베이스타스전에서 1군에 복귀, 부상의 영향으로 94경기 출전하는 것에 머물러 전년도와 같이 규정 타석에는 채우지 못했지만, 본인으로서는 최초로 3할 대의 타율과 5개의 홈런, 41타점을 기록했다.

#### 2010년
시범 경기에서 타율 3위의 3할 9푼 6리를 기록해 3번·중견수로 발탁되었지만 막상 시즌에 들어가면서 타율 1할대 후반부터 2할대 전후를 넘나들 정도의 심각한 타격 부진에 시달리면서 타격 호조를 이룬 아카마쓰와 히로세 준에게 선발 멤버자리를 빼앗기는 일이 많아졌다. 후반기부터는 다소 회복했지만 전반기에 일어났던 타격 부진의 영향을 받아 2할 4푼 5리의 타율로 성적이 떨어졌다. 4월 28일의 요코하마 베이스타스전에서 팀에서는 쇼다 고조(1989년 10월 15일의 주니치전에서 1경기 6도루를 기록) 이후 21년 만이 되는 1경기 4도루를 기록했고 8월 27일의 요미우리 자이언츠전에서는 연장 11회에 상대 투수 노마구치 다카히코으로부터 역전 끝내기 3점 홈런을 날리는 등 타격 요소에서는 인상적인 활약은 보였지만 아카마쓰와 투수의 좌우로 병용되는 등 완전하게 주전 자리를 차지하는 데에는 이르지 않았다.

#### 2011년
개막 초부터 타격 부진을 겪으면서 5월에는 타율 1할 대에 기록할 정도로 침체되었고 결국 2군으로 떨어지는 경험을 했다. 6월에 1군 복귀한 이후에는 회복한 것처럼 보였지만 여름 이후에 다시 컨디션이 떨어지면서 대타나 대주자, 수비 요원으로의 기용이 많아졌고 타율 2할 1푼이라는 저조한 성적을 남겼다.

## 출신 학교
- 후쿠이 현립 후쿠이 상업고등학교

## 선수 경력
- 히로시마 도요 카프(2002년 ~ )

## 개인 기록
- 첫 출장 : 2004년 8월 20일, 대 요미우리 자이언츠 22차전(히로시마 시민 구장)
- 첫 선발 출장 : 2004년 10월 3일, 대 한신 타이거스 27차전(히로시마 시민 구장)
- 첫 안타 : 상동.
- 첫 도루 : 2004년 10월 6일, 대 요코하마 베이스타스 24차전(히로시마 시민 구장)
- 첫 홈런·첫 타점 : 2007년 4월 28일, 대 한신 타이거스 4차전(히로시마 시민 구장)
- 첫 끝내기 안타 : 2008년 4월 5일, 대 요코하마 베이스타스 2차전(히로시마 시민 구장)

## 등번호
- 69(2002년 ~ 2006년)
- 49(2007년 ~ )

## 통산 성적

### 연도별 타격 성적
| 연도       | 소속       | 경 기 | 타 석 | 타 수 | 득 점 | 안 타 | 2 루 타 | 3 루 타 | 홈 런 | 루 타 | 타 점 | 도 루 | 도루 실패 | 희생 번트 | 희생 플라이 | 볼 넷 | 고의 사구 | 死 구 | 삼 진 | 병 살 타 | 타 율 | 출 루 율 | 장 타 율 | O P S |
| ---------- | ---------- | ----- | ----- | ----- | ----- | ----- | ------- | ------- | ----- | ----- | ----- | ----- | --------- | --------- | ----------- | ----- | --------- | ----- | ----- | -------- | ----- | -------- | -------- | ----- |
| 2004년     | 히로시마   | 10    | 12    | 11    | 1     | 2     | 0       | 1       | 0     | 4     | 1     | 1     | 2         | 0         | 0           | 1     | 0         | 0     | 4     | 0        | .182  | .250     | .364     | .614  |
| 2005년     | 히로시마   | 2     | 2     | 2     | 0     | 0     | 0       | 0       | 0     | 0     | 0     | 1     | 0         | 0         | 0           | 0     | 0         | 0     | 1     | 0        | .000  | .000     | .000     | .000  |
| 2006년     | 히로시마   | 17    | 9     | 8     | 3     | 0     | 0       | 0       | 0     | 0     | 0     | 0     | 1         | 0         | 0           | 0     | 0         | 1     | 4     | 0        | .000  | .111     | .000     | .111  |
| 2007년     | 히로시마   | 20    | 39    | 31    | 6     | 8     | 0       | 0       | 1     | 11    | 2     | 2     | 2         | 2         | 0           | 5     | 0         | 1     | 7     | 0        | .258  | .378     | .355     | .733  |
| 2008년     | 히로시마   | 135   | 443   | 392   | 49    | 103   | 8       | 1       | 4     | 125   | 24    | 13    | 9         | 11        | 2           | 34    | 0         | 4     | 76    | 2        | .263  | .326     | .319     | .645  |
| 2009년     | 히로시마   | 94    | 361   | 317   | 35    | 95    | 14      | 7       | 5     | 138   | 41    | 12    | 10        | 6         | 5           | 31    | 0         | 2     | 62    | 4        | .300  | .361     | .435     | .796  |
| 2010년     | 히로시마   | 123   | 382   | 335   | 46    | 82    | 11      | 2       | 6     | 115   | 35    | 18    | 10        | 1         | 3           | 37    | 0         | 6     | 72    | 3        | .245  | .328     | .343     | .671  |
| 2011년     | 히로시마   | 100   | 187   | 167   | 15    | 35    | 6       | 3       | 1     | 50    | 12    | 8     | 2         | 3         | 0           | 14    | 0         | 3     | 33    | 2        | .210  | .283     | .299     | .582  |
| 통산 : 8년 | 통산 : 8년 | 501   | 1435  | 1263  | 155   | 325   | 39      | 14      | 17    | 443   | 115   | 55    | 36        | 23        | 10          | 122   | 0         | 17    | 259   | 11       | .257  | .329     | .351     | .682  |

- 2011년 기준.
- 2002년, 2003년은 1군 출장 없음.

### 연도별 수비 성적
| 연도 | 외야 | 외야 | 외야 | 외야 | 외야 | 외야   |
| 연도 | 경기 | 척살 | 보살 | 실책 | 병살 | 수비율 |
| ---- | ---- | ---- | ---- | ---- | ---- | ------ |
| 2004 | 8    | 4    | 0    | 0    | 0    | 1.000  |
| 2005 | 1    | 1    | 0    | 0    | 0    | 1.000  |
| 2006 | 8    | 5    | 0    | 0    | 0    | 1.000  |
| 2007 | 10   | 7    | 0    | 1    | 0    | .875   |
| 2008 | 127  | 184  | 5    | 3    | 1    | .984   |
| 2009 | 91   | 156  | 4    | 6    | 1    | .964   |
| 2010 | 93   | 176  | 6    | 4    | 1    | .978   |
| 2011 | 76   | 83   | 3    | 0    | 2    | 1.000  |
| 통산 | 414  | 616  | 18   | 14   | 5    | .978   |